# هاینز پاتزیگ
هاینز پاتزیگ (انگلیسی: Heinz Patzig; ۱۹ سپتامبر ۱۹۲۹ – ۲۸ مارس ۲۰۱۳) بازیکن فوتبال اهل آلمان بود.
از باشگاه‌هایی که در آن بازی کرده‌است می‌توان به باشگاه فوتبال آینتراخت برانشوایگ و باشگاه فوتبال کمنیتس اشاره کرد.